# Adam Woźniak (motorowodniak)
Adam Woźniak (ur. 24 grudnia 1976) – polski motorowodniak startujący w klasie OSY-400, reprezentujący barwy ŻTMS Baszta Żnin. Poprzednio reprezentował barwy MKŻ Żnin. Po przyjściu w 2007 roku do Baszty rozpoczął ściganie w klasie O-125, z którego po roku zrezygnował wskutek ciągłych problemów ze sprzętem. W O-125 uplasował się wówczas na 13. miejscu w mistrzostwach Europy, a w jednej z eliminacji wypadł najlepiej z reprezentantów Polski.